# Песанья
Песанья (порт. Peçanha) — муниципалитет в Бразилии, входит в штат Минас-Жерайс. Составная часть мезорегиона Вали-ду-Риу-Доси. Входит в экономико-статистический микрорегион Песанья. Население составляет 23 057 человек на 2008 год. Занимает площадь 995,699 км². Плотность населения — 17,1 чел./км².
Праздник города — 7 января.

## История
Город основан 7 января 1881 года. 

## Статистика
- Валовой внутренний продукт на 2003 год составляет 46 999 373,00 реалов (данные: Бразильский институт географии и статистики).
- Валовой внутренний продукт на душу населения на 2003 год составляет 2745,93 реалов (данные: Бразильский институт географии и статистики).
- Индекс развития человеческого потенциала на 2000 год составляет 0,635 (данные: Программа развития ООН).

## География
Климат местности: горный тропический.